# St. John's (Newfoundland a Labrador)
St. John's (anglicky: City of St. John's) je hlavní a největší město kanadské provincie Newfoundland a Labrador. Leží na ostrově Newfoundland a podle sčítání lidu z roku 2001 má asi 100 000 obyvatel (celá metropolitní oblast pak 172 918 obyvatel).

## Sport
V roce 2013 se zde konalo mistrovství světa v hokejbalu, kde česká hokejbalová reprezentace získala stříbrné medaile. V roce 2008 se zde konalo mistrovství světa juniorů v hokejbalu, zde Češi skončili na 4. místě.

## Náboženství
Město je sídlem katolického arcibiskupa ze St. John's a anglikánského biskupa východního Newfoundlandu a Labradoru. Drtivou většinu obyvatel tvoří křesťané. Nejvíce obyvatel se hlásí k římskokatolické církvi (48,9 %), z protestantských církví a denominací (celkem 45,5 % obyvatel) mají nejvíce členů anglikánská církev (22,8 %) a sjednocená církev Kanady (15 %).